# Nemestrinus reticuloides
Nemestrinus reticuloides är en tvåvingeart som beskrevs av Wray Merrill Bowden 1985. Nemestrinus reticuloides ingår i släktet Nemestrinus och familjen Nemestrinidae.
Artens utbredningsområde är Turkiet. Inga underarter finns listade i Catalogue of Life.